# 杜乃爾

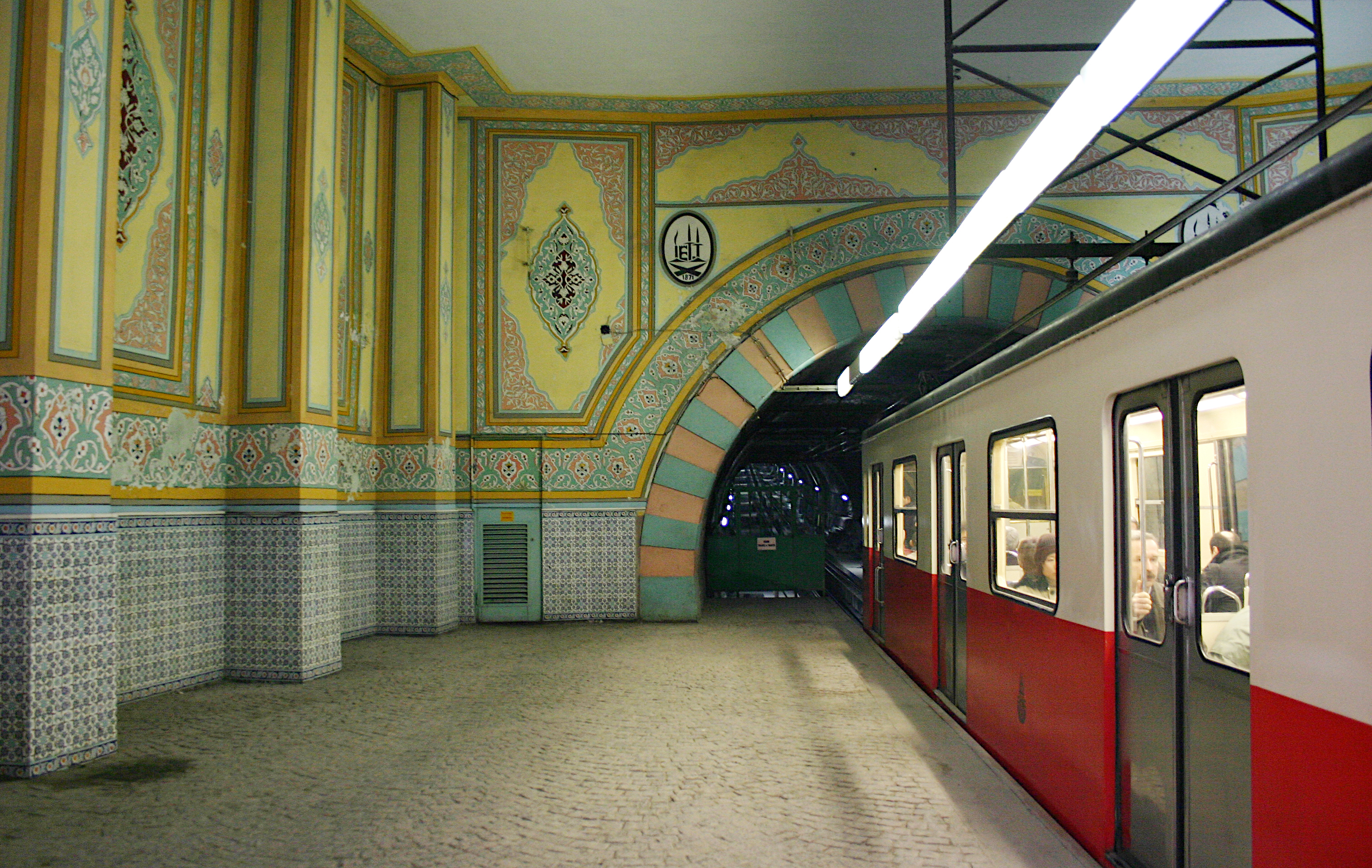
伊斯坦布尔的杜乃尔开通于1875年，是欧洲大陆最早的地铁线路

杜乃尔（土耳其語：Tünel），在伊斯坦布尔轨道交通系统中编号为F2线（土耳其語：F2 hattı），是土耳其伊斯坦布尔的一条地铁线路。其名称意为"隧道"，自1875年开通以来，成为仅次于伦敦地铁的世界第二古老地下列车系统。该线路全长仅573米，设两个车站，保持着世界最短地铁线路的纪录。从技术标准而言，该系统实际是在隧道内运行的往复式地面缆车，连接着伊斯坦布尔最繁华的两个区域。建设时采用蒸汽机车牵引，后改为电力驱动。

## 历史
该隧道于1875年建成启用，最初由马车行走，1910年铺设轨道后改为电力机车牵引。

## 车辆
初期列车由两节木制车厢组成：首节车厢划分了不同等级座位并实行男女分区，次节车厢专门运输货物、牲畜及手推车，由蒸汽机提供动力。
1971年木制车厢被两列电动钢制列车取代，新车采用充气轮胎在混凝土轨道上运行，其技术特征接近胶轮捷运系统，可视为胶轮缆车系统。
2007年引入新一代列车，现用列车每列可载客170人，最高时速22公里（14英里），全程运行时间约1.5分钟，日常运营间隔为3.5分钟。